# جادوگر (فیلم ۲۰۰۱)
جادوگر (لهستانی: Wiedźmin) یک فیلم فانتزی لهستانی به کارگردانی مارک برودزکی است که در سال ۲۰۰۱ منتشر شد. یک سال پس از اکران این فیلم، مجموعهٔ تلویزیونی ۱۳ قسمتی جادوگر منتشر شد.

## گزیدهٔ بازیگران
- میخاو ژبروفسکی در نقش گرالت از ریویا
- زبیگنیف زاماخوفسکی
- گراژینا وُلشچاک
- اِوا ویشنیفسکا
- یژی نوواک
- کینگا ایلگنر
- آندژی خیرا
- کارولینا گروشکا
- آنا دیمنا
- داریوش شیاستاچ
- ماچئی کوزووفسکی
- کاژیمیش مازور
- آگاتا بوزک
- آگنیشکا شیتک
- داریوش بیسکوپسکی
- داریوش یاکوبوفسکی
- ماریا پشک
- رافائو مور
- دوروتا کامینسکا
- رافائو کرولیکوفسکی
- دانیل اولبریخسکی
- میروسواف زبرویویچ
- برونیسواف وروتسوافسکی
- اولگیرد ووکاشِـویچ
- مارک والچفسکی
- ماریان گلینکا
- کامیلا سالوروویچ
- یژی شیبال
- استانیسواف باناشوک
- یانوش خابیور
- توماش زالیفسکی
- یاروسواف بوبرک
- لخ دیبلیک
- میخاو میلوویچ
- آندژی شنایخ
- ماریوش یاکوس
- آرکادیوش یانیچک
- توماش تیندیک
- الکساندر بدناش